# Scar Symmetry
Scar Symmetry ist eine schwedische Melodic-Death-Metal-Band, die 2004 in Avesta gegründet wurde. Sie unterscheidet sich in ihrem Stil entschieden von Bands wie Soilwork und Dark Tranquillity, besonders aufgrund der ausgedehnten E-Gitarren-Soli und des wesentlich höheren Anteils an klarem Gesang anstatt des eher üblichen gutturalen.

## Geschichte
Die Band traf das erste Mal in Jonas Kjellgrens Black Lounge-Studio zusammen. Aus einer Jam-Session entstand das Ein-Lied-Demo Seeds of Rebellion, mit dem sich Scar Symmetry bei verschiedenen Plattenfirmen bewarben. Mitte 2004 unterschrieb die Band bei der Stockholmer Firma Cold Records. Für den deutschsprachigen Raum erhielt die Band einen Vertrag bei Metal Blade.
Drei Monate arbeitete die Band im Black Lounge-Studio, um das selbstproduzierte Debütalbum Symmetric in Design aufzunehmen. Das Album erhielt teilweise euphorische Kritiken. Dennoch wurde die Band vielfach als Soilwork-Kopie bezeichnet. Durch die guten Verkäufe erhielt Scar Symmetry ein Angebot der deutschen Firma Nuclear Blast, die die Band 2005 unter Vertrag nahm. Kurze Zeit später erschien mit Pitch Black Progress das zweite Album. Das Songmaterial fiel sowohl melodischer als auch progressiver aus, womit ein deutlicher Unterschied zum Stil von Soilwork geschaffen wurde. In der folgenden Zeit trat die Band auf einer Vielzahl von Veranstaltungen auf, unter anderem dem Summer-Breeze-Open-Air 2006 sowie dem Bloodstock Open Air 2007.
Mit ihrem dritten Album Holographic Universe Mitte 2008 setzte die Band ihre Entwicklung fort. Von den verschiedensten internationalen Magazinen des Genres (bspw. dem Metal Hammer-Magazin in England) gefeiert, lieferte die Band einen noch höheren Anteil progressiver sowie melodischer Parts und entwickelte so einen völlig eigenständigen Stil, der sich deutlich von dem der Göteborger Schule unterscheidet.

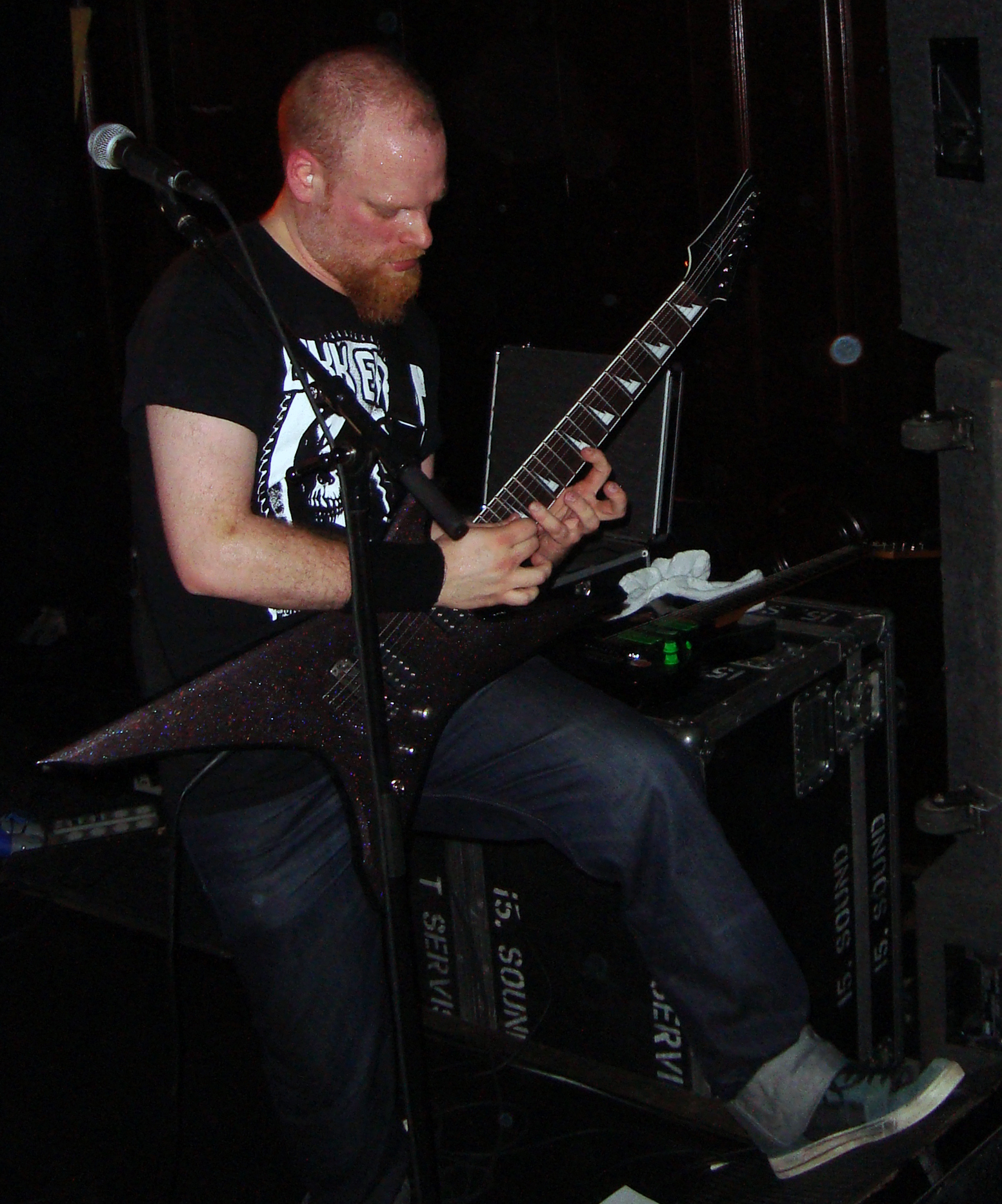
Per Nilsson

Anfang Herbst 2008 gab Scar Symmetry offiziell bekannt, dass sie sich von ihrem Leadsänger Christian Älvestam trennen werde. Wie es auf der Band-Homepage hieß, lägen dem zu unterschiedliche Vorstellungen von der Zukunft der Band zugrunde, weswegen Christian sie verließ. Insgeheim wird unter den Fans gemunkelt, Älvestam würde lieber in der Underground-Szene verbleiben, während Scar Symmetry in den letzten Monaten, besonders mit dem Erscheinen von Holographic Universe, zu populär geworden sei. Dafür würde auch sprechen, dass sich Christian der Gruppe Unmoored wieder zugewandt habe, die als Insider-Gruppe innerhalb des Death-Metal-Genres bekannt ist. Zudem singt er als Frontsänger bei der Death-Metal-Band Miseration und der Melodic-Death-Metal-Band Solution .45.
Auf der Suche nach einem adäquaten Ersatz kam Scar Symmetry schließlich auf die schwedischen Vokalisten Roberth Karlsson und Lars Palmqvist. Laut einem Blog-Eintrag ihrer Myspace-Seite habe sich die Band damit ein schon lange gewünschtes Konzept mit zwei Frontsängern umgesetzt, mit dem der Gesang der Gruppe sich weiterentwickeln soll und er live immer noch umgesetzt werden kann. In Zukunft wird Roberth hauptsächlich den gutturalen und unterstützend klaren Gesang übernehmen, während Lars hauptsächlich klar und begleitend guttural singen wird.
Das vierte Album der Band, das den Namen Dark Matter Dimensions trägt, ist am 2. Oktober 2009 in Europa erschienen. Auf ihm sind erstmals die beiden neuen Sänger zu hören. Das Video zum Song 'Noumenon & Phenomenon' erschien am 7. Oktober 2009 auf der Myspace-Seite der Band und am 1. Dezember 2009 wurde auf ebendieser das Video zum Song 'Ascension Chamber' veröffentlicht. Am 15. April 2011 erschien ihr fünftes Studioalbum 'The Unseen Empire'. 2013 stieg Mitgründer und Gitarrist Jonas Kjellgren aus. Als Gründe wurden Terminkonflikte mit seiner Studioarbeit und seinen beiden anderen Bands Raubtier und Bourbon Boys genannt.
2014 kündigte die Band eine Konzeptalben-Trilogie namens The Singularity an. Das erste Album der Trilogie namens The Singularity (Phase I: Neohumanity) ist am 3. Oktober 2014 in Europa erschienen. Erst im Juni 2023 meldete sich die Band mit dem zweiten Teil der Trilogie namens The Singularity (Phase II - Xenotaph) zurück.

## Musikstil
Scar Symmetry spielt Melodic Death Metal ist aber aufgrund des eigenständigen progressiven Sounds nur bedingt mit Bands wie Soilwork, In Flames oder Disarmonia Mundi zu vergleichen. Die Gruppe ist dennoch stilistisch mit den Bands der sogenannten „Göteborger Schule“ verwandt. Die Musik wechselt von aggressiven Riffs und starken Schlagzeugeinsätzen zu melodiösen Klängen und sanftem Schlagzeug. Hier wirkt ein progressiver Einfluss. Auch die Sänger wechseln häufig zwischen gutturalem und klarem Gesang, Scar Symmetry differenziert deutlich beide Techniken, während dieser Übergang bei vergleichbaren Gruppen häufig nicht so eindeutig verläuft. So zeichnet sich die klare Stimme durch teilweise schon Balladen-ähnliche Gesänge aus, wodurch sich die Band innerhalb ihres Genres von den oben genannten Gruppen unterscheidet.

## Diskografie

### Alben
- 2005: Symmetric in Design (Metal Blade Records)
- 2006: Pitch Black Progress (Nuclear Blast)
- 2008: Holographic Universe (Nuclear Blast)
- 2009: Dark Matter Dimensions (Nuclear Blast)
- 2011: The Unseen Empire (Nuclear Blast)
- 2014: The Singularity Phase I - Neohumanity (Nuclear Blast)
- 2023: The Singularity Phase II – Xenotaph (Nuclear Blast)

### Demos und Singles
- 2004: Seeds of Rebellion (Demo)
- 2006: The Illusionist/Mind Machine (Single, Nuclear Blast)
- 2008: Morphogenesis (Single, Nuclear Blast)
- 2009: Ascension Chamber (Single, Nuclear Blast)
- 2009: Noumenon and Phenomenon (Single, Nuclear Blast)
- 2014: Limits to Infinity (Single, Nuclear Blast)
- 2014: Cryonic Harvest (Single, Nuclear Blast)